# 1991 スダメリカーノ・フェメニーノ
1991 スダメリカーノ・フェメニーノは、1991年4月28日から5月5日にかけて、ブラジルのマリンガで開催された第1回目のスダメリカーノ・フェメニーノ（南米女子サッカー選手権）である。3チームが参加して行われた。この大会は1991 FIFA女子ワールドカップの南米予選を兼ねており、優勝したブラジルが出場権を獲得した。

## 結果
1回戦総当り制で各チーム2試合を戦い、成績最上位のチームが優勝となる。1991年当時、勝ち点の計算法は勝利の場合2、引き分けの場合1であったため、以下この勝ち点を適用して結果を記す。
| 順 | チーム     | 試 | 勝 | 分 | 敗 | 得 | 失 | 差  | 点 |
| -- | ---------- | -- | -- | -- | -- | -- | -- | --- | -- |
| 1  | ブラジル   | 2  | 2  | 0  | 0  | 12 | 1  | +11 | 4  |
| 2  | チリ       | 2  | 1  | 0  | 1  | 2  | 6  | −4  | 2  |
| 3  | ベネズエラ | 2  | 0  | 0  | 2  | 0  | 7  | −7  | 0  |

| 1991年4月28日 |

| ブラジル | 6 - 1 | チリ |
|          |       |      |

| マリンガ |

| 1991年5月1日 |

| チリ | 1 - 0 | ベネズエラ |
|      |       |            |

| マリンガ |

| 1991年5月5日 |

| ブラジル | 6 - 0 | ベネズエラ |
|          |       |            |

| マリンガ |

## 優勝国
| 1991 スダメリカーノ・フェメニーノ優勝国 |
| --------------------------------------- |
| · ブラジル · 初優勝                     |

## 他大会出場権獲得国
1991 FIFA女子ワールドカップ
本大会出場
- ブラジル（優勝）